# Nils Bertelsen
Nils Bertelsen (29 de setembro de 1879 — 5 de outubro de 1958) foi um velejador norueguês, campeão olímpico. Ele competiu nos Jogos Olímpicos de Verão de 1912 na classe 12 Metre e conquistou a medalha de ouro na disputa a bordo do Magda IX com Johan Anker, Eilert Falch-Lund, Halfdan Hansen, Magnus Konow, Arnfinn Heje, Alfred Larsen, Petter Larsen, Christian Staib e Carl Thaulow.